# Nucleus paraventricularis
Der Nucleus paraventricularis ist ein Kerngebiet im Hypothalamus, also im Zwischenhirn. Sein Name leitet sich von seiner Lage neben dem dritten Ventrikel ab.
Die großen Nervenzellen dieses Kerngebiets produzieren das Hormon Oxytocin und in geringeren Mengen Antidiuretisches Hormon. Darüber hinaus enthält dieses Kerngebiet auch kleine Kerne, die Releasing-Hormon CRH sezernieren. Das CRH wird an der Eminentia mediana in den primären hypophysären Pfortaderkreislauf (Primärplexus) abgegeben.
Die Zellfortsätze (Axone) des Nucleus paraventricularis (PVN) bilden zusammen mit denen des Nucleus supraopticus den Tractus hypothalamohypophysialis. Über diese Nervenbahn werden das Oxytocin und ADH in die Neurohypophyse transportiert, wo es zwischengespeichert und bei Bedarf an das Blut abgegeben wird.
Aus der Amygdala, genauer dem basolateralen Komplex werden u. a. Efferenzen zum Nucleus paraventricularis gesandt. Studien legen nahe, dass der NPV ein zentrales Integrations- und Verarbeitungzentrum bei Stressreaktionen ist und als ein Regelelement der Hypothalamus-Hypophysen-Nebennierenrinden-Achse (englisch hypothalamic-pituitary-adrenocortical-axis, HPA) im Hypothalamus wirkt. Die HPA-Achse mit dem humoralen Effektor Cortisol gehört neben der Sympathikus-Nebennierenmark-Achse (sympathoadrenal system, SAS), mit Adrenalin als Effektor zu den beiden wichtigen „Stresssystemen“ im tierischen Organismus.

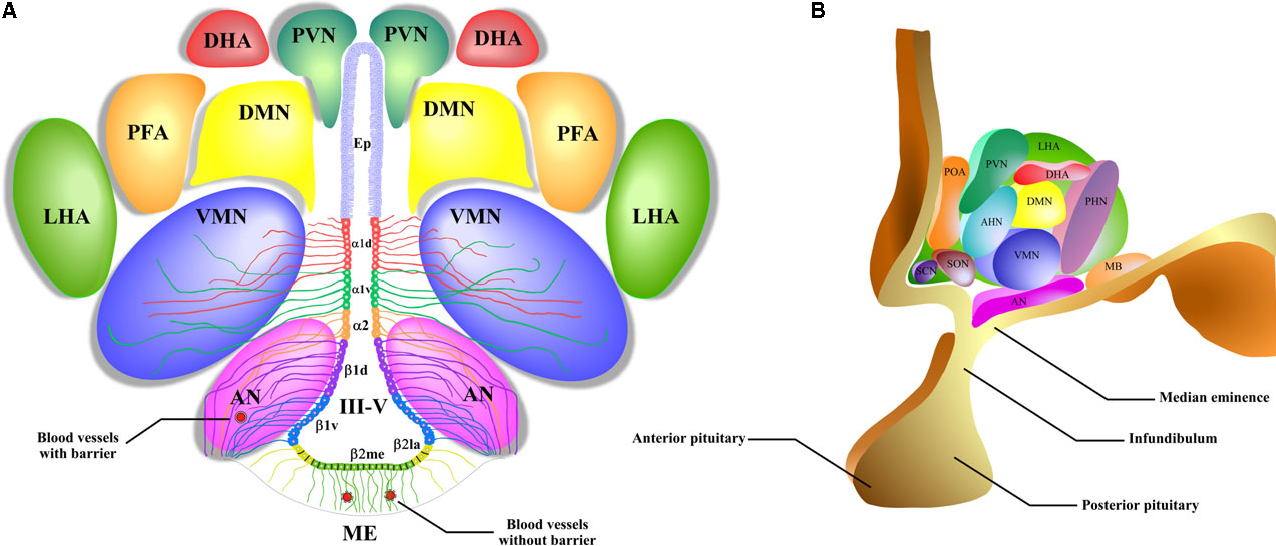
Bild A: Frontalschnitt und schematische Darstellung der Kerne des Hypothalamus; PVN Paraventrikulärer Kern (in grün oben) auf beiden Seiten des dritten Ventrikels = III-V. Bild B: Sagittalschnitt: Kerne des Hypothalamus.